# Sacodes humeralis
Sacodes humeralis là một loài bọ cánh cứng trong họ Scirtidae. Loài này được Yoshitomi & Sato miêu tả khoa học năm 1996.